# Drag City
Drag City est un label de musique indépendant basé à Chicago, fondé en 1990 par Dan Koretzky et Dan Osborn.
Drag City est spécialisé dans le rock indépendant.

## Catalogue
Liste non exhaustive des artistes ayant enregistré pour Drag City :
- Alasdair Roberts
- Cindy Dall
- David Grubbs
- David Pajo
- Death
- Dirty Three
- Espers
- Faun Fables
- Flying Saucer Attack
- Ghost
- Thor Harris.
- Jim O'Rourke
- Joanna Newsom
- Neil Hagerty
- No Age
- OM
- Pavement
- Royal Trux
- Shellac
- Silver Jews
- Smog
- Stereolab
- Ty Segall
- U.S. Maple
- Weird War
- White Magic
- Will Oldham